# ハミルトン郡 (オハイオ州)
ハミルトン郡（英: Hamilton County）は、アメリカ合衆国オハイオ州の南西隅に位置する郡である。人口は83万0639人（2020年）で、州内第3位の郡である。郡庁所在地はシンシナティ市（人口29万6943人）であり、同郡で人口最大の都市である。
ハミルトン郡はケンタッキー州とインディアナ州にも跨るシンシナティ・ミドルタウン大都市圏に属している。郡名はアメリカ合衆国財務長官を務めたアレクサンダー・ハミルトンに因んで名付けられた。

## 歴史
ハミルトン郡の大半は当初ジョン・クリーブス・シムズが所有し測量されており、シムズ買収地の一部だった。1788年、最初の開拓者がオハイオ川を下って入り、ロザンティビル（後のシンシナティ市）とクリブスの町を設立した。
ハミルトン郡は1790年に北西部領土第2の郡として設立された。当時の領域にはオハイオ州の約8分の1が含まれ、人口は約2,000人だった（残っていた数少ないインディアンは含まず）。その後領域内から他の郡が設立され、現在の大きさになった。1830年代と1840年代に急成長し、多くのドイツ人やアイルランド人移民が入ってきた。
南北戦争の間の1863年夏、モーガンの襲撃（南軍騎兵隊によるケンタッキー州からの侵入）が起こり、郡内北部を通過した。

## 郡政府

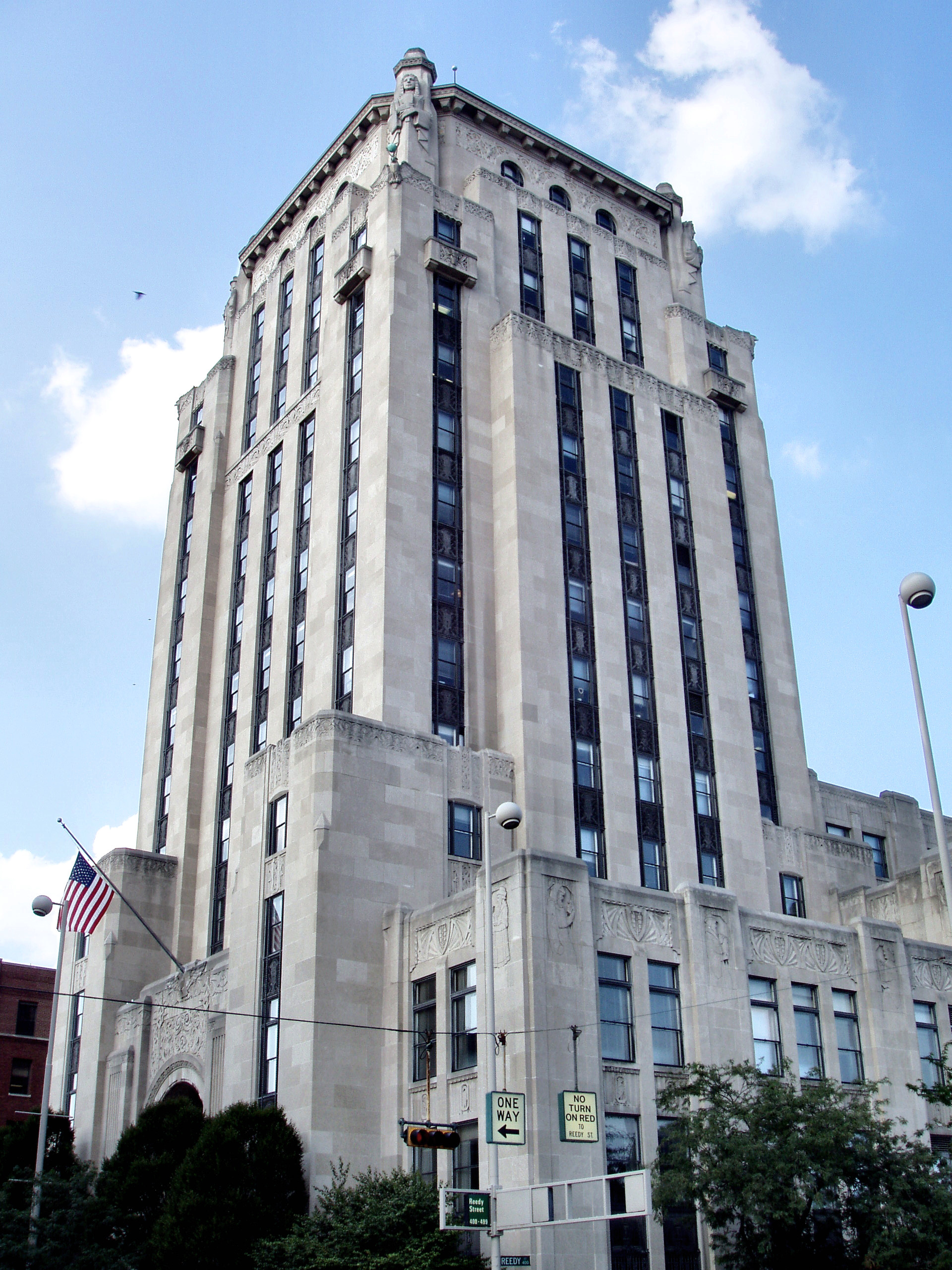
シンシナティ市ブロードウェイ800のビル、郡の少年裁判所と家庭裁判所が入っている

郡政委員会は3人の委員で構成されている。1963年から郡の日々の運営のために管理官を雇用している。
その他の選挙で選ばれる役人は監査官、検察官、保安官、技師、記録官、財務官、検死官がいる。

## 地理
アメリカ合衆国国勢調査局に拠れば、郡域全面積は412.63平方マイル (1,068.7 km2)であり、このうち陸地405.91平方マイル (1,051.3 km2)、水域は6.72平方マイル (17.4 km2)で水域率は1.63％である。

### 特徴的な地形
ハミルトン郡はオハイオ川とその支流が作る斜面によってなだらかな丘陵の地形ができている。グレートマイアミ川、リトルマイアミ川、ミル・クリークも丘陵や渓谷の形成に関わっている。
郡境にあるマイアミ郡区にはオハイオ州で最も標高が低い地点があり、そこからオハイオ川がインディアナ州に流れ込んでいる。最低地点の標高はマークランド・ダム上流の水位であり、455フィート (139 m) である。
郡内最高地点はコールレイン郡区のランプケ埋め立て地であり、1,045フィート (319 m) である。

### 交通

#### 主要高規格道路
州間高速道路71号線、 同74号線、 同75号線、 同471号線、 同275号線が郡内を通っている。州道のノーウッド・ラテラルとロナルド・レーガン・ハイウェイが東西方向の幹線になっている。

#### 鉄道
CSXトランスポーテーション、ノーフォーク・サザン鉄道、レイルアメリカ、アムトラックが郡内を通っている。

### 隣接する郡
- バトラー郡 - 北
- ウォーレン郡 - 北東
- クラーモント郡 - 東
- ブーン郡 (ケンタッキー州) - 南西
- ケントン郡 (ケンタッキー州) - 南

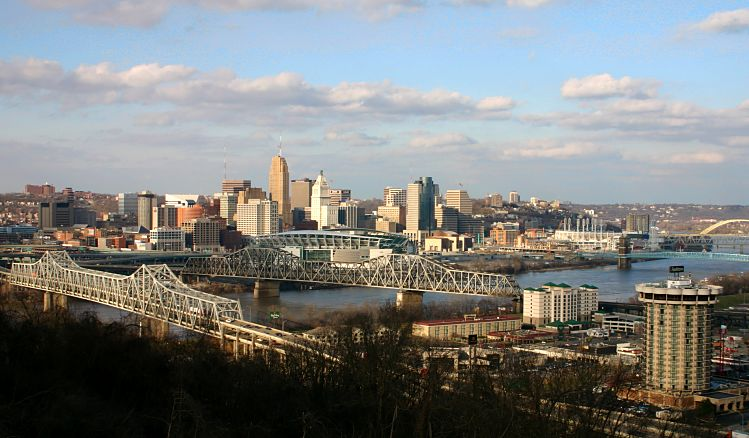
シンシナティ市のスカイライン、南西のケンタッキー州からオハイオ川越しに見る

- キャンベル郡 (ケンタッキー州) - 南東
- ディアボーン郡 (インディアナ州) - 西
- フランクリン郡 (インディアナ州) - 北西

## 人口動態

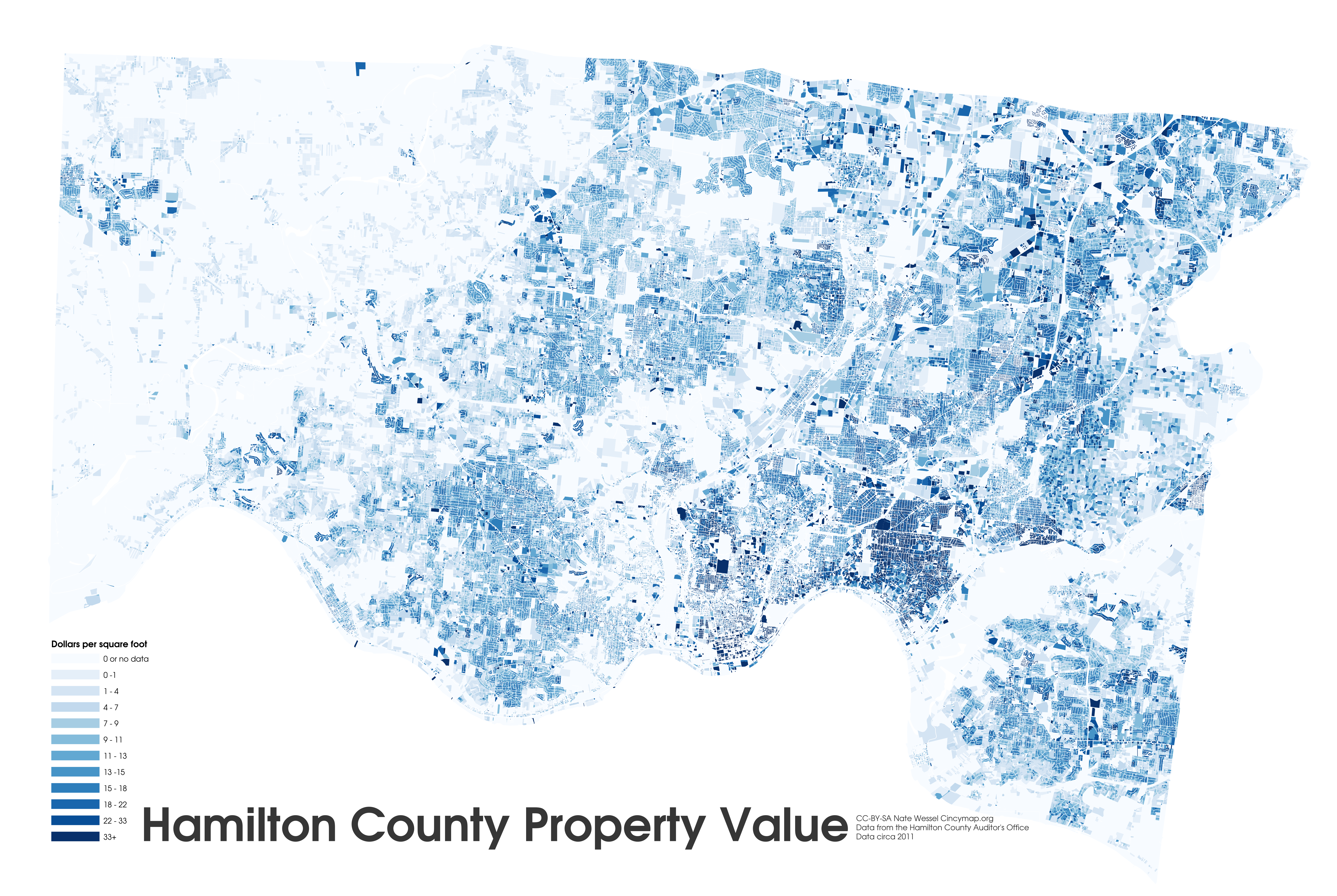
ハミルトン郡の地価、2011年の平方フィート当たり米ドル価格

以下は2000年国勢調査による人口統計データである。
| 基礎データ - 人口: 845,303人 - 世帯数: 346,790 世帯 - 家族数: 212,582 家族 - 人口密度: 2,075人/km2（801人/mi2） - 住居数: 373,393軒 - 住居密度: 354軒/km2（917軒/mi2） 人種別人口構成 - 白人: 72.93% - アフリカン・アメリカン: 23.43% - ネイティブ・アメリカン: 0.18% - アジア人: 1.61% - 太平洋諸島系: 0.03% - その他の人種: 0.51% - 混血: 1.32% - ヒスパニック・ラテン系: 1.13% 年齢別人口構成 - 18歳未満: 25.8% - 18-24歳: 9.6% - 25-44歳: 29.7% - 45-64歳: 21.5% - 65歳以上: 13.5% - 年齢の中央値: 36歳 - 性比（女性100人あたり男性の人口） - 総人口: 91.1 - 18歳以上: 86.8 | 世帯と家族（対世帯数） - 18歳未満の子供がいる: 30.2% - 結婚・同居している夫婦: 43.4% - 未婚・離婚・死別女性が世帯主: 14.3% - 非家族世帯: 38.7% - 単身世帯: 32.9% - 65歳以上の老人1人暮らし: 10.6% - 平均構成人数 - 世帯: 2.38人 - 家族: 3.07人 収入と家計 - 収入の中央値 - 世帯: 40,964米ドル - 家族: 53,449米ドル - 性別 - 男性: 39,842米ドル - 女性: 28,550米ドル - 人口1人あたり収入: 24,053米ドル - 貧困線以下 - 対人口: 11.8% - 対家族数: 8.8% - 18歳未満: 16.2% - 65歳以上: 8.7% |

## 郡区

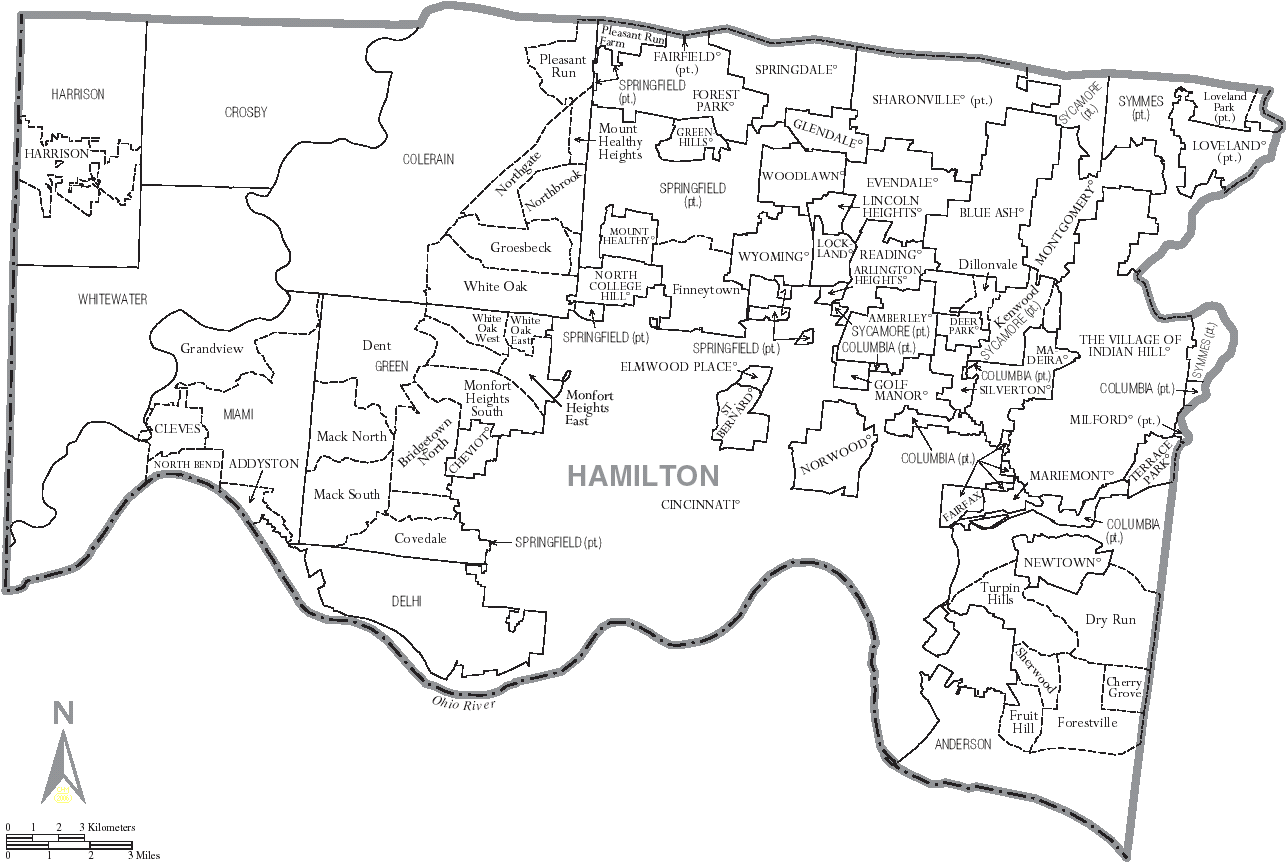
ハミルトン郡図

ハミルトン郡は下記13の郡区に分割されている。
| - アンダーソン - コールレイン - コロンビア - クロスビー - デリー | - グリーン - ハリソン - マイアミ - ミルクリーク（廃止） | - スプリングフィールド - シカモア - シムズ - ホワイトウォーター |

### 都市
| - シンシナティ - 郡庁所在地 - ブルーアッシュ - シェビオット - ディアパーク - フェアフィールド（部分） - フォレストパーク - ハリソン - ラブランド（部分） - マデイラ - ミルフォード（部分） - モンゴメリー | - マウントヘルシー - ノースカレッジヒル - ノーウッド - レディング - シャロンビル（部分） - シルバートン - スプリングデール - セントバーナード - ビレッジ・オブ・インディアンヒル - ワイオミング |

### 村
| - アディストン - アンバリービレッジ - アーリントンハイツ - クリーブス - エルムウッドプレース - イーブンデール | - フェアファックス - グレンデール - ゴルフマナー - グリーンヒルズ - リンカーンハイツ - ロックランド | - マリーモント - ニュータウン - ノースベンド - テラスパーク - ウッドローン |

### 国勢調査指定地域
| - ブルージェイ - ブレコン - ブリッジタウン - キャンプデニソン - チェリーグローブ - コールドストリーム - コンコードヒルズ - コーブデール - デリーヒルズ - デルシャー - デント - ディロンベイル - ドライリッジ - ドライラン - ダンラップ - エリザベスタウン | - フィニータウン - フォレストビル - フルートヒル - グランドビュー - グロースベック - フーブン - ケンウッド - ラブランドパーク（部分） - マック - マイアミハイツ - マイアミタウン - モンフォートハイツ - マウントヘルシーハイツ - ニューボルティモア - ニューバーリントン - ニューヘイブン | - ノースブルック - ノースゲイト - プレーンビル - プレザントヒルズ - プレザントヒルズラン - プレザントヒルズランファーム - レミントン - ロスモイン - セイラムハイツ - ショーニー - シャーウッド - シックスティーンマイルスタンド - スカイラインエーカーズ - テイラークリーク - ターピンヒルズ - ホワイトオーク |

### 未編入の町
- マウントセントジョセフ

## 教育

### 高等教育機関

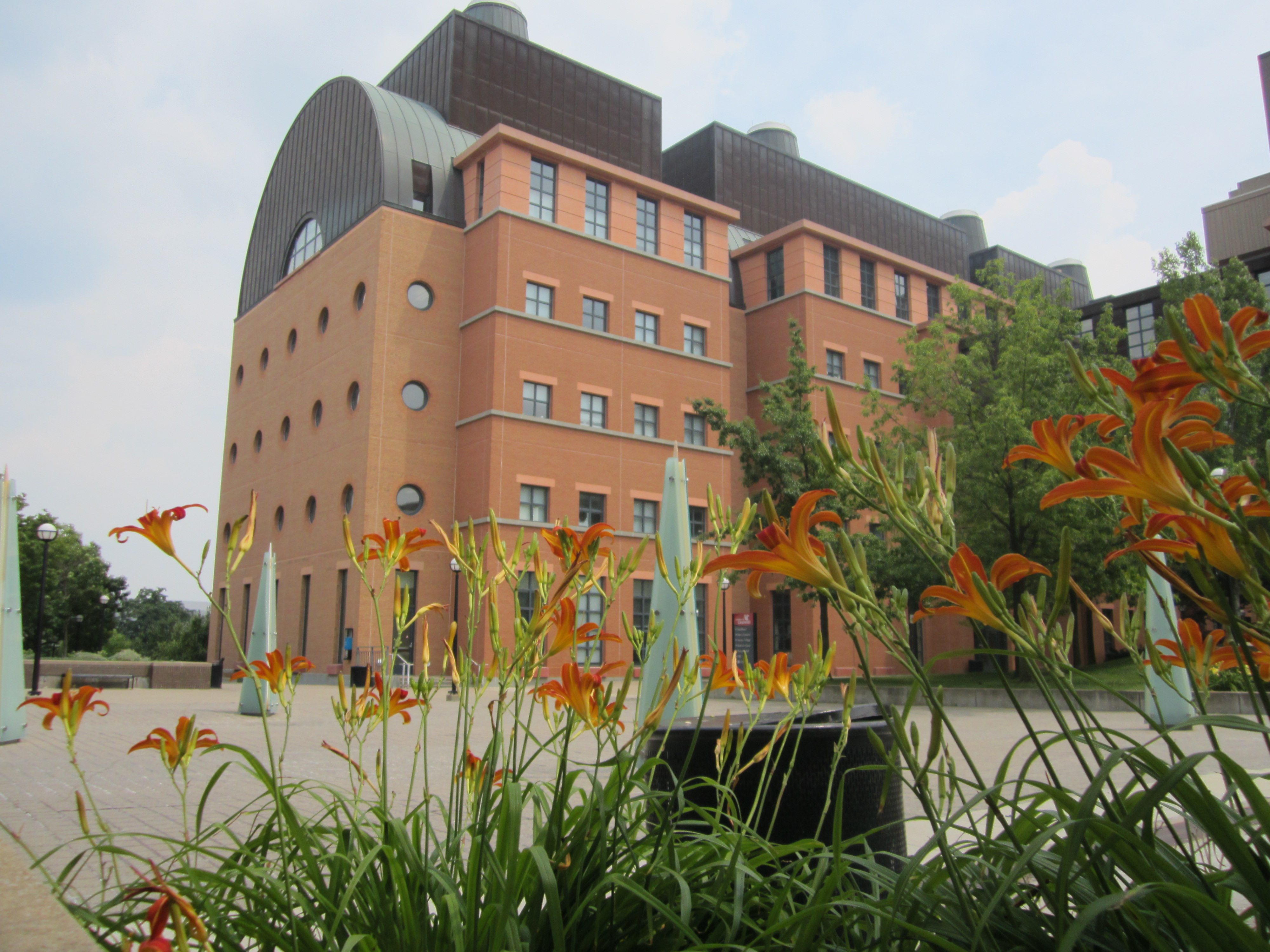
1819年設立のシンシナティ大学、卒業生のマイケル・グレイブスが設計した工学研究センター、4気筒エンジンのように見える

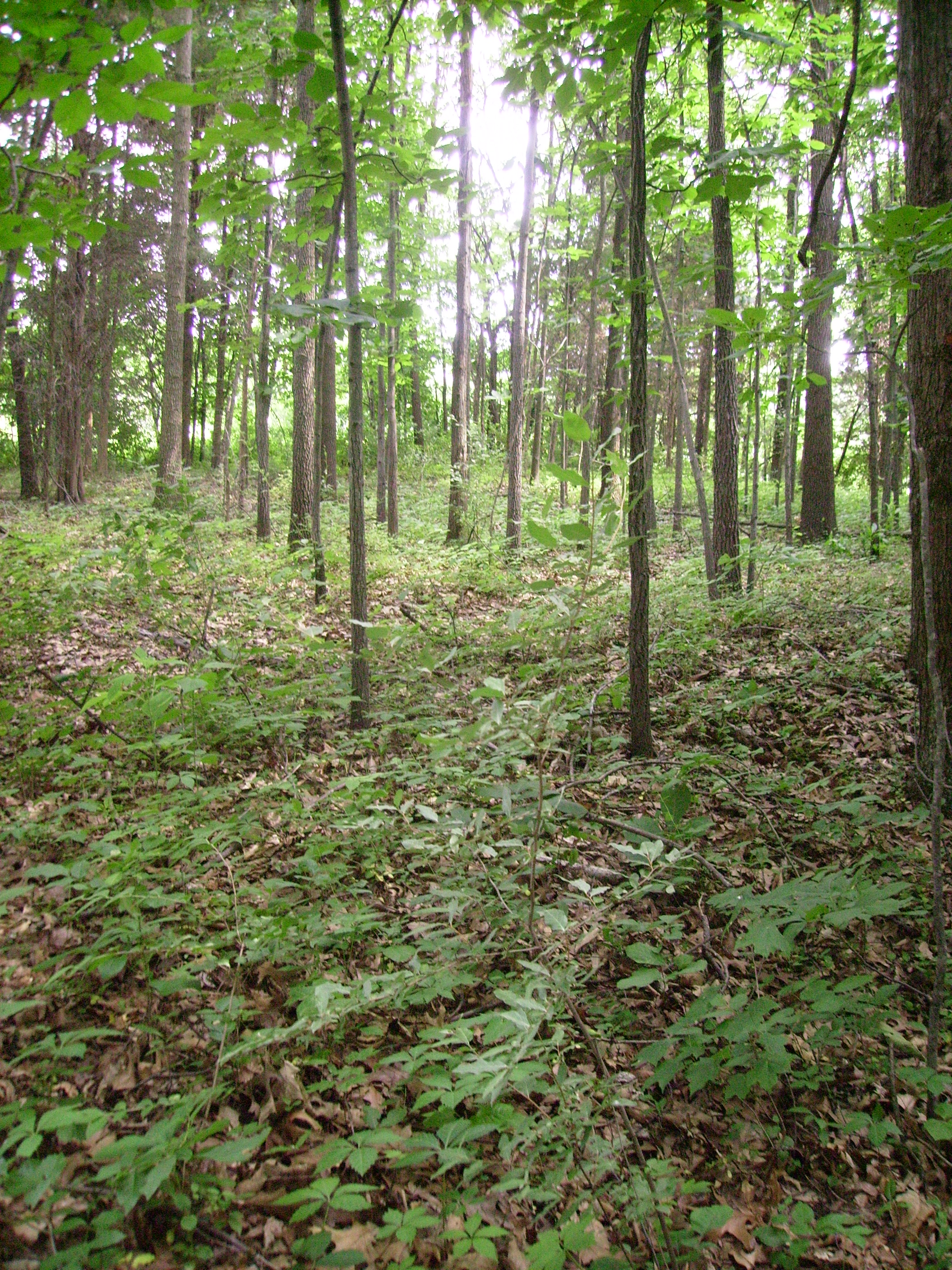
マイアミ・ホワイトウォータ森、1949年にハミルトン郡公園地区に加入した2つ目の公園、広さは4,279エーカー (17 km^{2})

| - シンシナティ芸術アカデミー - オハイオ・シンシナティ芸術大学 - アセニウム・オブ・オハイオ - マウントセントジョセフ・カレッジ - チャットフィールド・カレッジ - シンシナティ・クリスチャン大学 - シンシナティ死体処理学カレッジ - 州立シンシナティ工科コミュニティカレッジ - ゴッズバイブル・スクール・アンド・カレッジ | - ヘブライ・ユニオン・カレッジ - ITT工科大学 - マウントセントメアリーズ西部神学校 - ユニオン・インスティテュート・アンド・ユニバーシティ - シンシナティ大学 - ウィルミントン・カレッジ - ザビエル大学 |

### 公共教育学区
公共の初等・中等教育は多くの独立教育学区が管轄している。また郡の職業訓練教育学区であるグレートオークス工科職業開発大学が補間している。これに様々な宗教会派の教区学校が加わる。ローマ・カトリック教会シンシナティ大教区が、108の小学校と22の中学校、を運営しており、国内第9位の私立教育体系ができている。シンシナティの公立学校入学者の71%はアフリカ系アメリカ人であり、郊外部にある教育学区は圧倒的に白人が多い。

## レクリエーション
ハミルトン郡はシンシナティとの協業で、シンシナティ・ハミルトン郡公共図書館システムを運営しており、本館と41の支所がある。ハミルトン郡公園地区が郡内にあり、多くの保護地や教育施設を運営している。その中でも大きな公園は、マイアミ・ホワイトウォータ森、ウィントン森林、シャロン森林である。